# Communauté de communes des Portes de Meuse
La communauté de communes des Portes de Meuse est une communauté de communes française située dans le département de la Meuse en région Grand Est.

## Historique
Dans le cadre des dispositions de la loi portant nouvelle organisation territoriale de la République (Loi NOTRe) du 7 août 2015, qui prévoit que les établissements publics de coopération intercommunale (EPCI) à fiscalité propre doivent avoir un minimum de 15 000 habitants, le schéma départemental de coopération intercommunale du 24 mars 2016 a prévu, en prenant en compte un amendement approuvé lors de la séance de la CDCI du 14 mars 2016  la fusion des petites  intercommunalités suivantes : communauté de communes de la Haute Saulx, communauté de communes de la Saulx et du Perthois et  communauté de communes du Val d'Ornois.
La communauté de communes Haute Saulx et Perthois-Val d'Ornois est ainsi créée le 1er janvier 2017 par arrêté du 5 octobre 2016 et regroupe alors 52 communes.
Elle change de dénomination en juin 2018 pour devenir la communauté de communes des Portes de Meuse.
Le 1er janvier 2019, Baudignécourt et Demange-aux-Eaux fusionnent pour former la commune nouvelle de  Demange-Baudignécourt, réduisant à 51 le nombre de communes associées au sein de l'intercommunalité.

## Territoire communautaire

### Géographie
Située dans le sud – sud-ouest de la Meuse, le territoire de l'intercommunalité fait partie du Pays Barrois et de la Région Grand Est.

### Composition
La communauté de communes est composée des 51 communes suivantes :

| Nom                         | Code Insee | Gentilé           | Superficie (km2) | Population (dernière pop. légale) | Densité (hab./km2) |
| --------------------------- | ---------- | ----------------- | ---------------- | --------------------------------- | ------------------ |
| Montiers-sur-Saulx (siège)  | 55348      | Monastériens      | 44,55            | 366 (2022)                        | 8,2                |
| Abainville                  | 55001      | Abainvillois      | 13,67            | 282 (2022)                        | 21                 |
| Amanty                      | 55005      |                   | 11,17            | 35 (2022)                         | 3,1                |
| Ancerville                  | 55010      | Ancervillois      | 21,58            | 2 583 (2022)                      | 120                |
| Aulnois-en-Perthois         | 55015      | Accalés           | 10,75            | 470 (2022)                        | 44                 |
| Badonvilliers-Gérauvilliers | 55026      |                   | 21,03            | 127 (2022)                        | 6                  |
| Baudonvilliers              | 55031      |                   | 3,07             | 377 (2022)                        | 123                |
| Bazincourt-sur-Saulx        | 55035      |                   | 10,34            | 142 (2022)                        | 14                 |
| Biencourt-sur-Orge          | 55051      | Biencourtois      | 12,38            | 112 (2022)                        | 9                  |
| Bonnet                      | 55059      |                   | 29,06            | 181 (2022)                        | 6,2                |
| Le Bouchon-sur-Saulx        | 55061      |                   | 5,42             | 232 (2022)                        | 43                 |
| Brauvilliers                | 55075      |                   | 9,26             | 164 (2022)                        | 18                 |
| Brillon-en-Barrois          | 55079      | Brillonais        | 11,35            | 713 (2022)                        | 63                 |
| Bure                        | 55087      |                   | 18,39            | 88 (2022)                         | 4,8                |
| Chassey-Beaupré             | 55104      |                   | 14,11            | 87 (2022)                         | 6,2                |
| Cousances-les-Forges        | 55132      | Cousancois        | 18,13            | 1 644 (2022)                      | 91                 |
| Couvertpuis                 | 55133      |                   | 8,87             | 82 (2022)                         | 9,2                |
| Dainville-Bertheléville     | 55142      | Dainvillois       | 40,3             | 121 (2022)                        | 3                  |
| Dammarie-sur-Saulx          | 55144      | Dammariotes       | 11,34            | 369 (2022)                        | 33                 |
| Delouze-Rosières            | 55148      |                   | 15,08            | 118 (2022)                        | 7,8                |
| Demange-Baudignécourt       | 55150      |                   | 31,14            | 509 (2022)                        | 16                 |
| Fouchères-aux-Bois          | 55195      |                   | 5,57             | 133 (2022)                        | 24                 |
| Gondrecourt-le-Château      | 55215      | Gondrefiguriens   | 51,33            | 1 041 (2022)                      | 20                 |
| Haironville                 | 55224      | Haironvillois     | 9,79             | 567 (2022)                        | 58                 |
| Hévilliers                  | 55246      |                   | 10,6             | 156 (2022)                        | 15                 |
| Horville-en-Ornois          | 55247      |                   | 7,62             | 46 (2022)                         | 6                  |
| Houdelaincourt              | 55248      | Houdelaincourtois | 16,07            | 277 (2022)                        | 17                 |
| L'Isle-en-Rigault           | 55296      |                   | 10,54            | 465 (2022)                        | 44                 |
| Juvigny-en-Perthois         | 55261      |                   | 6,36             | 134 (2022)                        | 21                 |
| Lavincourt                  | 55284      |                   | 4,7              | 71 (2022)                         | 15                 |
| Mandres-en-Barrois          | 55315      |                   | 17,71            | 112 (2022)                        | 6,3                |
| Maulan                      | 55326      |                   | 4,22             | 107 (2022)                        | 25                 |
| Mauvages                    | 55327      | Malvagiens        | 21,11            | 240 (2022)                        | 11                 |
| Ménil-sur-Saulx             | 55335      |                   | 12,03            | 245 (2022)                        | 20                 |
| Montplonne                  | 55352      | Montplonnois      | 20,68            | 137 (2022)                        | 6,6                |
| Morley                      | 55359      |                   | 24,75            | 207 (2022)                        | 8,4                |
| Nant-le-Petit               | 55374      |                   | 9,02             | 77 (2022)                         | 8,5                |
| Ribeaucourt                 | 55430      | Ribeaucourtois    | 12,54            | 71 (2022)                         | 5,7                |
| Les Roises                  | 55436      |                   | 3,92             | 27 (2022)                         | 6,9                |
| Rupt-aux-Nonains            | 55447      |                   | 20,4             | 367 (2022)                        | 18                 |
| Saint-Joire                 | 55459      | Saint-Georgiens   | 18,32            | 232 (2022)                        | 13                 |
| Saudrupt                    | 55470      |                   | 7,78             | 191 (2022)                        | 25                 |
| Savonnières-en-Perthois     | 55477      |                   | 10,07            | 400 (2022)                        | 40                 |
| Sommelonne                  | 55494      |                   | 10,22            | 401 (2022)                        | 39                 |
| Stainville                  | 55501      |                   | 20,87            | 375 (2022)                        | 18                 |
| Tréveray                    | 55516      | Trévalgiens       | 17,18            | 550 (2022)                        | 32                 |
| Vaudeville-le-Haut          | 55534      |                   | 9,71             | 49 (2022)                         | 5                  |
| Ville-sur-Saulx             | 55568      |                   | 4,07             | 278 (2022)                        | 68                 |
| Villers-le-Sec              | 55562      |                   | 6,99             | 127 (2022)                        | 18                 |
| Vouthon-Bas                 | 55574      |                   | 7,22             | 40 (2022)                         | 5,5                |
| Vouthon-Haut                | 55575      | Vouthonnais       | 13,23            | 78 (2022)                         | 5,9                |

### Démographie
| 1968   | 1975   | 1982   | 1990   | 1999   | 2008   | 2013   | 2018   |
| ------ | ------ | ------ | ------ | ------ | ------ | ------ | ------ |
| 18 937 | 18 418 | 18 690 | 18 667 | 17 570 | 17 715 | 17 292 | 16 555 |

## Organisation

### Siège
Le siège de la communauté de communes est à Montiers-sur-Saulx, 1, rue de l'Abbaye - Ecurey.
Elle dispose de locaux accueillant le public à Gondrecourt-le-Château, La Houpette et Montiers-sur-Saulx.

### Élus
La communauté de communes est administrée par son conseil communautaire, composé, pour le mandat 2020-2026,  de  67 conseillers municipaux représentant les  communes membres et répartis en fonction de leur population de la manière suivante :

- 9 délégués pour Ancerville ; 

- 5 délégués pour Cousances-les-Forges ; 

- 3 délégués pour Gondrecourt-le-Château ;

- 2 délégués pour Brillon-en-Barrois et Haironville ;

- 1 délégué pour les autres communes.
Au terme des élections municipales de 2020 dans la Meuse, le conseil communautaire renouvelé a élu son nouveau président, Michel Loisy, maire de Hévilliers.

### Liste des présidents
| Période       | Période                  | Identité        | Étiquette | Qualité                                                                                          |
| ------------- | ------------------------ | --------------- | --------- | ------------------------------------------------------------------------------------------------ |
| janvier 2017, | juillet 2020             | Stéphane Martin | LR        | Maire de Gondrecourt-le-Château (2004 → 2020) Président de l'ex-CC du Val d'Ornois (2014 → 2016) |
| juillet 2020  | En cours (au avril 2021) | Michel Loisy    |           | Maire de Hévilliers (2008 → )                                                                    |

### Compétences
L'intercommunalité exerce les compétences qui lui ont été transférées par les communes membres, dans les conditions déterminées par le code général des collectivités territoriales. Aux termes de l'arrêté préfectoral du 28 juin 2018, il s'agit de : 
- Aménagement de l'espace : schéma de cohérence territoriale (SCoT) ; plan local d'urbanisme (PLU), carte communale...
- Développement économique : zones d'activité ; politique locale du commerce et soutien aux activités commerciales d'intérêt communautaire ; promotion du tourisme dont la création d'offices du tourisme.
- Gestion des milieux aquatiques et prévention des inondations (GEMAPI) ;
- Aires d'accueil des gens du voyage et terrains familiaux locatifs ;
- Collecte et traitement des déchets des ménages et déchets assimilés
- Protection et mise en valeur de l'environnement et soutien aux actions de maitrise de la demande d'énergie ;
- Politique du logement et du cadre de vie d'intérêt communautaire.
- Voirie d'intérêt communautaire.
- équipements culturels et sportifs d'intérêt communautaire et d'équipements de l'enseignement préélémentaire et élémentaire d'intérêt communautaire ;
- Action sociale d'intérêt communautaire.
- Maisons de services au public et définition des obligations de service public y afférentes.
- Services des écoles de l'enseignement préélémentaire et élémentaire
- Structures et d'actions périscolaires d'intérêt communautaire : construction, entretien et fonctionnement des cantines et garderies.
- Aménagement numérique pour participer au réseau d'initiative publique Très Haut Débit.
- Valorisation du patrimoine industriel, culturel et touristique : 
  - Site de l'ancienne fonderie Salin à Ecurey
  - Maison de la Pierre de Brauvilliers
  - Entretien, balisage et implantation de mobilier urbain sur les sentiers de randonnée intercommunaux
  - Signalétique d'informations locales
  - Aire de camping-cars à Haironville.
- Opération programmée d'amélioration des vergers.
- Pôles médicaux pluridisciplinaires.
- Service de transports : Service régulier de transport public de personnes et service de transport à la demande.
- Service public d'assainissement non-collectif (SPANC) sur l'ex territoire de la communauté de communes du Val d'Ornois.

### Régime fiscal et budget
Afin de financer l'exercice de ses compétences, l'intercommunalité perçoit la fiscalité professionnelle unique (FPU) – qui a succédé à la taxe professionnelle unique (TPU) – et assure une péréquation de ressources entre les communes résidentielles et celles dotées de zones d'activité, et bénéficie d'une dotation globale de fonctionnement bonifiée.
Elle ne reverse pas de dotation de solidarité communautaire (DSC) à ses communes membres.

## Projets et réalisations
Conformément aux dispositions légales, une communauté de communes a pour objet d'associer des « communes au sein d'un espace de solidarité, en vue de l'élaboration d'un projet commun de développement et d'aménagement de l'espace ».